# Krugmann-Häuser

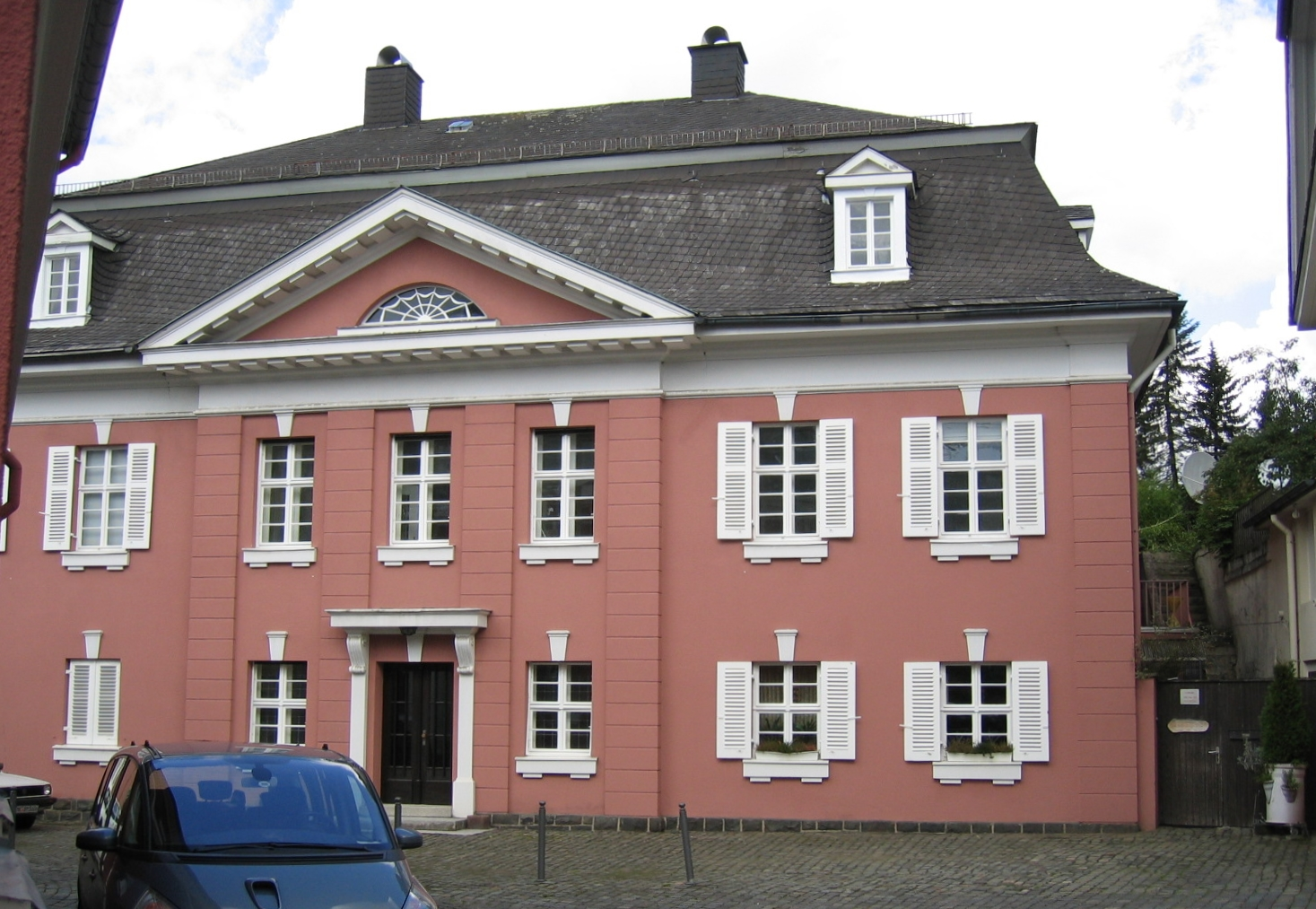
Krim 1

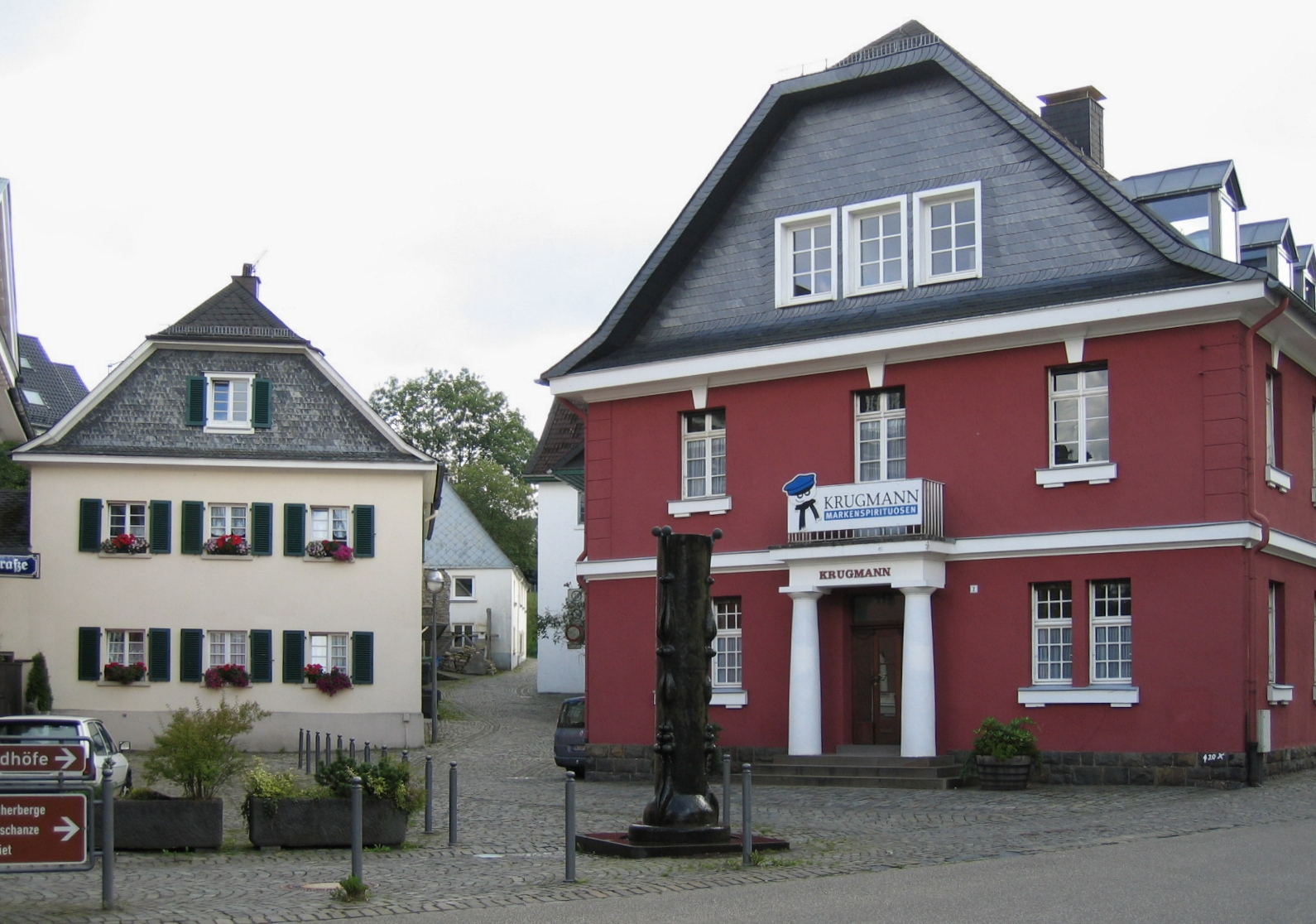
Krim 3 (linkes Gebäude) und Krim 2

Die Krugmann-Häuser (Krim) sind eine Gruppe von denkmalgeschützten Profanbauten in der Krim 1, 2 und 3 in Meinerzhagen im Märkischen Kreis (Nordrhein-Westfalen). Das Ensemble wurde 1986 in der Denkmalliste unter laufender Nummer 22 eingetragen.

## Geschichte und Architektur
Die Gruppe aus verputzten Wohnhäusern in neoklassizistischen Formen wurde 1913, nach einem Stadtbrand, unter der Leitung des Regierungsbaumeisters Konrad Hildebrand aus Dillenburg errichtet. Bauherr war August Krugmann.
Das Hauptgebäude Krim 1 wird durch Mansarddach mit breiten Giebeln auf den Traufseiten sowie einen gartenseitigen Portikus betont. Bei dem Haus Krim 2 (Bürogebäude) handelt es sich um ein zweigeschossiges, dreiachsiges Krüppelwalmdachgiebelhaus mit Säulenportal. Dieses Gebäude war ursprünglich eine Gaststätte. Das Vorgängergebäude verfügte über große Stallungen, weil in der Gaststätte viele Fuhrleute übernachteten, die Kohlen mit Pferdegespannen nach Frankfurt am Main und Süddeutschland beförderten, ehe die Eisenbahn diese Gewerbe zum Erliegen brachte.
Die anschließenden Gebäude, Brennerei und Lager (Gerichtsstraße 1–3), wurden 1867, bald nach Gründung des Unternehmens Krugmann, aus Backstein erbaut. Diese stehen jedoch nicht unter Denkmalschutz.
Gebäude Krim 3 (Wohnhaus) ist ein zweigeschossiges, dreiachsiges Krüppelwalmdachtraufenhaus. Es ist am Giebel verschiefert. Dort unterhielt der Kaufmann Levy Stern um 1900 ein Manufaktur- und Stoffgeschäft. Später kaufte Peter Friedrich Krugmann das Haus.